# Dobsonia
Dobsonia ist eine Gattung in der Gattungsgruppe der Nacktrückenflughunde mit 13 Arten, die in Südostasien sowie in der Region Australis vorkommen.
Der wissenschaftliche Name ehrt den irischen Zoologen George Edward Dobson.

## Merkmale
Diese Flughunde erreichen eine Kopf-Rumpf-Länge von 102 bis 242 mm, eine Schwanzlänge von 13 bis 39 mm, eine Unterarmlänge von 74 bis 161 mm sowie ein Gewicht von 68 bis 600 g. Wie der deutsche Name andeutet ist der Kleine Nachtrückenflughund (Dobsonia minor) die kleinste Art, während der Molukken-Nachtrückenflughund (Dobsonia moluccensis) die größte Art der Gattung ist. Bezüglich der Fellfarbe dominieren hellbraune bis grauschwarze Tönungen mit olivfarbener Schattierung, es kommen jedoch größere Variationen vor.
Wie beim zur gleichen Gattungsgruppe zählenden Bulmer-Nacktrückenflughund (Aproteles bulmerae) sind die Flughäute auf der Rückenmitte miteinander verbunden, was sich im deutschen Trivialnamen widerspiegelt. Dieses Merkmal ist weiterhin bei den Nacktrückenfledermäusen (Pteronotus) zu finden, die jedoch zu einer anderen Unterordnung gehören. Die Vertreter der Gattung besitzen zugespitzte Ohren und keine Kralle am Zeigefinger.

## Arten und Verbreitung
Die IUCN listet folgende Arten zur Gattung.
- Andersen-Nacktrückenflughund (Dobsonia anderseni), lebt auf Inseln des Bismarck-Archipels.
- Waigeo-Nacktrückenflughund (Dobsonia beauforti), bewohnt kleinere Inseln im Umfeld der Halbinsel Vogelkop (Neuguinea).
- Chapman-Nacktrückenflughund (Dobsonia chapmani), ist ein Endemit der Insel Negros (Philippinen).
- Halmahera-Nacktrückenflughund (Dobsonia crenulata), kommt auf Halmahera, Sulawesi sowie auf anderen indonesischen Inseln vor.
- Biak-Nacktrückenflughund (Dobsonia emersa), lebt auf Biak sowie auf anderen Inseln nördlich von Neuguinea.
- Sulawesi-Nacktrückenflughund (Dobsonia exoleta), bewohnt Sulawesi und kleinere umliegende Inseln.
- Salomonen-Nacktrückenflughund (Dobsonia inermis), ist auf den Salomonen heimisch.
- Kleiner Nacktrückenflughund (Dobsonia minor), kommt auf Neuguinea sowie auf umliegenden Inseln vor.
- Molukken-Nacktrückenflughund (Dobsonia moluccensis), lebt auf einer Reihe indonesischer Inseln sowie auf Neuguinea und auf der australischen Kap-York-Halbinsel. Das Taxon Dobsonia magna galt längere Zeit als selbstständige Art, wird jedoch seit 2006 als Synonym geführt.
- Panniet-Nacktrückenflughund (Dobsonia pannietensis), bewohnt kleinere Inseln östlich von Neuguinea.
- Westlicher Nacktrückenflughund (Dobsonia peronii), ist auf den Kleinen Sundainseln verbreitet.
- Neubritannien-Nacktrückenflughund (Dobsonia praedatrix), kommt auf dem Bismarck-Archipel vor.
- Grüner Nacktrückenflughund (Dobsonia viridis), lebt auf zentralen Inseln der Molukken.

## Lebensweise
Die Arten ruhen meist in Höhlen, in Tunneln oder in ähnlichen Verstecken und selten in Baumkronen, womit sie sich von anderen Flughunden unterscheiden. Auf Neuguinea wurden Exemplare in 2700 Meter Höhe registriert. Die Tiere ruhen einzeln oder in größeren Kolonien mit einigen tausend Individuen. Diese Flughunde ernähren sich von Früchten und anderen Pflanzenteilen, wie z. B. Feigen oder Blüten des Blutholzbaumes (Haematoxylum campechianum).
Das Fortpflanzungsverhalten variiert zwischen den Arten und Populationen. Allgemein wird pro Wurf ein Junges geboren. Exemplare des Molukken-Nacktrückenflughund erreichten die Geschlechtsreife nach etwa zwei Jahren.

## Gefährdung und Status
Arten mit einem begrenzten Verbreitungsgebiet sind vor allem durch Waldrodungen bedroht. Einige Flughunde werden im Zusammenhang mit der Ernte von Fledermausguano getötet oder erheblich gestört. Die IUCN listet den Chapman-Nacktrückenflughund als vom Aussterben bedroht (Critically Endangered), den Biak-Nacktrückenflughund als gefährdet (Vulnerable) und den Panniet-Nacktrückenflughund in der Vorwarnliste (Near Threatened). Die anderen Arten gelten als nicht gefährdet (Least Concern).